# John Endecott

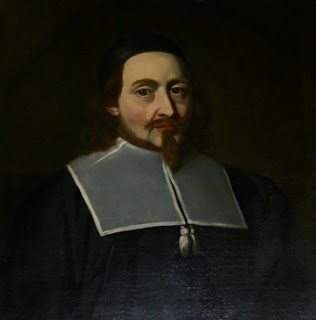
Porträt von John Endecott

Endecotts Unterschrift

John Endecott, auch John Endicott (* ca. 1588, mutmaßlich in Dorchester, England; † 15. März 1665 in Boston, Massachusetts Bay Colony) war ein englischer Puritaner, Kolonialbeamter, Soldat und der erste Gouverneur der Massachusetts Bay Colony. Mit der Ausnahme eines einzigen Jahres besaß er während seiner gesamten Jahre in der Kolonie Ämter im zivilen, juristischen oder militärischen Bereich. Insgesamt diente er 16 Jahre als Gouverneur, darunter den größten Teil der letzten 15 Jahre seines Lebens. Die Dauer dieser Amtsperiode wurde später nie wieder von einem kolonialen Gouverneur erreicht. Endecott repräsentierte darüber hinaus die Kolonie in der New England Confederation und trieb den Ausbau der Siedlung Salem sowie weiterer Teile von Essex County voran.

## Wirken
Endecott war ein pflichtbesessener und zugleich hitzköpfiger Puritaner mit einer separatistischen Einstellung zur Anglikanischen Kirche. Dies stand hin und wieder im Widerspruch zu nonkonformistischen Ansichten, die unter den frühen Anführern der Kolonie weit verbreitet waren – insbesondere kam es zu Streitigkeiten, als Endecott dem Separatisten Roger Williams Unterschlupf gewährte. Er trat für die Ansicht ein, dass Frauen sich bescheiden kleiden sollten und Männer ihr Haar kurz zu tragen hätten. In seinen gerichtlichen Urteilen verbannte er regelmäßig Personen aus der Kolonie, deren religiöse Ansichten mit denen der Puritaner nicht in Einklang standen und verurteilte vier Quäker zum Tode, weil diese nach ihrer Verbannung in die Kolonie zurückkehrten (Märtyrer von Boston). Er entstellte wiederholt die englische Flagge, da er das auf ihr abgebildete Georgskreuz für ein Symbol des Pontifikats ansah. Eine von ihm 1636 geleitete Expedition wird heute als die Eröffnungsoffensive im Pequot-Krieg angesehen, in dem der Stamm der Pequot praktisch ausgerottet wurde.
Endecott nutzte einiger seiner Ländereien, um Obstbäume anzubauen – ein Birnbaum, den er pflanzte, steht heute noch in Danvers. Als Kupfer auf seinem Land gefunden wurde, war er von Beginn an in die Bemühungen involviert, eine Bergbauindustrie in den Kolonien aufzubauen. Im State Park Endicott Rock am Lake Winnipesaukee ist auf einem Stein sein Name zu lesen, der 1652 von Landvermessern im Zuge der Erkundung der nördlichen Grenze der Kolonie eingraviert wurde. Nach Endecott wurden Plätze und Institutionen benannt, und auch seine Nachkommen wurden – ebenso wie diejenigen anderer früher Kolonisten – in vielen Fällen bekannt. Endecott war sehr belesen und sprach fließend Französisch.

## Leben
Das meiste, was über Endecotts frühes Leben bekannt ist, ist bestenfalls von untergeordneter Bedeutung. Biografen des 19. Jahrhunderts glaubten, dass er aus Dorchester in Dorset stammte, da er mit Personen aus dieser Stadt regen Briefwechsel führte. Im frühen 20. Jahrhundert mutmaßte der Historiker Roper Lethbridge (1840–1919), dass Endecott ca. 1588 in oder nahe bei Chagford in Devon geboren wurde. In Chagford wurde daraufhin ein ehemaliges Schulgebäude aus der Kolonialzeit nach ihm benannt.
Jüngere Forschungsarbeiten der New England Historic Genealogical Society stellen die Behauptungen von Lethbridge in Frage. Nach ihren Ermittlungen könnte Endecott tatsächlich in oder nahe bei Chagford geboren worden sein, jedoch gibt es verlässliche Indizien weder für diese Behauptung noch für die Identität seiner Eltern. Die Forscher ziehen daher auf der Basis der verfügbaren Informationen die Schlussfolgerung, dass Endecott nicht später als 1600 geboren worden sein kann. Im frühen 17. Jahrhundert gab es eine Person mit gleichem Namen, die in Devon tätig war, jedoch gibt es keine belastbaren Hinweise, ob es sich um den späteren Gouverneur der Kolonie handelte. Sichergestellt ist jedoch, dass Endecott mit Sir Edward Coke bekannt war und über diesen vermutlich Roger Williams kennenlernte. Einige frühe Kolonialdokumente bezeichnen ihn als „Captain Endecott“, was eine gewisse militärische Erfahrung andeutet, und andere Aufzeichnungen schreiben ihm auch medizinische Kenntnisse zu.

### Besiedlung der Neuen Welt

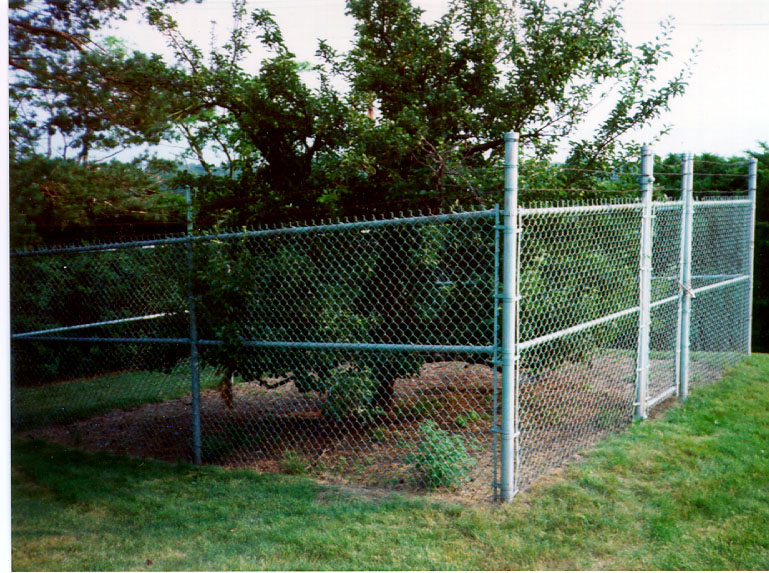
Der Birnbaum von Endecott, fotografiert 1997

Im März 1627/1628 war Endecott einer von sieben Unterzeichnern eines Kaufvertrags für ein durch die New England Company erworbenes Stück Land – Hauptkäufer war der Earl of Warwick, der das Land im Auftrag des Plymouth Council for New England für die New England Company erwarb. Das Plymouth Council war zu dieser Zeit die Dachorganisation für die Entwicklung der englischen Kolonien in Nordamerika zwischen dem 40. und 48. Breitengrad.
Endecott wurde dazu bestimmt, die erste Expedition zu leiten, und setzte am 20. Juni 1628 an Bord des Schiffs Abigail – begleitet von etwa 50 „Pflanzern und Dienern“ – Segel in Richtung Neuengland. Am 6. September landeten sie im heutigen Salem. Die Gegend war bereits von Siedlern der gescheiterten Dorchester Company besetzt, deren ursprüngliche Geldgeber nun teilweise auch an der New England Company beteiligt waren. Diese Gruppe der frühen Siedler war unter der Führung von Roger Conant von einer aufgegebenen Siedlung am Cape Ann in der Nähe des heutigen Gloucester nach Salem gezogen. Die von der Gruppe errichtete Siedlung benannten sie zunächst nach dem Indianerstamm der Naumkeag. Endecott war Mitbegründer der erwähnten New England Company for a Plantation in Massachusetts (die spätere Massachusetts Bay Company), wofür 1629 Charles I. von England eine königliche Charta ausgestellte.
Nach Erhalt einer königlichen Gründungsurkunde der Kolonie wurde Endecott 1629 durch den Rat der New England Company in London formal zum Gouverneur ernannt. Im gleichen Jahr wurde der Ort in Salem umbenannt und Matthew Cradock in London zum Ersten Gouverneur der New England Company eingesetzt. Endecott war dafür verantwortlich, dass die Kolonie Stabilität erlangte und auf die Ankunft weiterer Siedler vorbereitet wurde. So entsendete er eine weitere Expedition, die die Brüder Sprague durchführten.
Der Winter 1629/1630 war im Vergleich zu England sehr hart, so dass er die Plymouth Colony um medizinische Unterstützung bat. Seine Frau, die bereits auf der Überfahrt krank gewesen war, starb in diesem Winter. Weitere Schwierigkeiten bei seiner Aufgabe, mit denen Endicott zu kämpfen hatte, umfassten frühe Anzeichen religiöser Abspaltungen unter den Siedlern der Kolonie, die sich in Nonkonformisten und Separatisten aufteilten, und schlechte Beziehungen zu Thomas Morton, dessen fehlgeschlagene Wessagusset Colony und freigeistigen Methoden (darunter die Errichtung eines Maibaums und das Aufführen von Tänzen) den konservativen Puritanern ein Dorn im Auge waren. Bereits zu einem frühen Zeitpunkt seiner Amtszeit als Gouverneur besuchte Endecott die nun verlassene Stelle, an der Mortons Kolonie gestanden hatte, und ließ den dort noch befindlichen Maibaum abreißen. Als eine Gruppe früher Siedler eine neue Kirche bauen wollte, die unabhängig von der durch die koloniale Führung errichteten sein sollte, wurden ihre Anführer umgehend von Endecott nach England zurückgeschickt.

### Die frühen 1630er Jahre

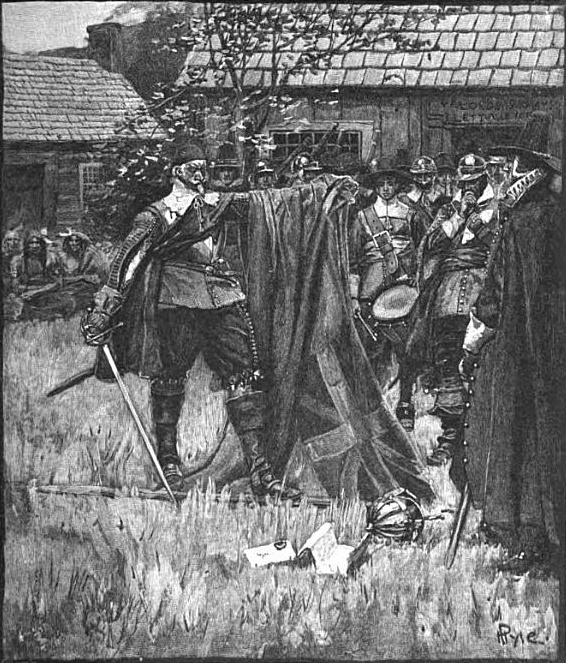
Diese Illustration von Howard Pyle zeigt Endecott beim Entstellen der englischen Flagge. Pyle stellte die Flagge fälschlicherweise als Union Jack dar, obwohl sie zu dieser Zeit lediglich das Georgskreuz zeigte.

Die erste Amtszeit von Endecott endete mit der Ankunft von John Winthrop im Jahr 1630. Die New England Company hatte sich neu strukturiert und ihren Sitz von London direkt in die Kolonie verlagert. Winthrop war fortan der einzige Gouverneur. Nachdem dieser die Bedingungen in Salem gesehen hatte, entschied er, den Verwaltungssitz der Kolonie an die Mündung des Charles River zu verlegen, wo er die heutige Stadt Boston gründete. Endecott wurde zu einem seiner Assistenten und entschied sich dafür, in Salem zu bleiben, wo er für den Rest seines Lebens in unterschiedlichen Rollen Führungspositionen übernahm, darunter als Stadtrat und Anführer der Milizen. Auf der Ebene des Staats Massachusetts war er militärischer Anführer, Magistrat, stellvertretender Gouverneur und Gouverneur. Unter seiner Anleitung wurde ein „Obstgarten“ in Salem angelegt, wo er Setzlinge von Obstbäumen kultivierte – das Gebiet ist heute als Danvers bekannt. Der Endicott Birnbaum, der als Samen mit einem der ersten Siedler-Konvois nach Neuengland gebracht wurde, steht heute noch und trägt auch noch Früchte.
In den frühen 1630er Jahren war der religiöse Konflikt zwischen den Nonkonformisten und Separatisten, der auch von den in Boston und Salem ansässigen Kirchen betrieben wurde, der wesentliche Grund für politische Uneinigkeit in der Kolonie. Die Kirche in Salem unterstützte die Separatisten, die eine vollständige Loslösung von der Church of England anstrebten, während die unter der Leitung von Winthrop selbst stehenden Nonkonformisten in Boston eine Reform der anglikanischen Kirche aus ihrem Inneren heraus anstrebten. Die Ankunft des Separatisten Roger Williams 1631 in Boston führte zu einer Ausweitung dieses Konflikts, woraufhin er aus der Kolonie verbannt wurde und zunächst nach Salem zog, wo ihm auf Intervention Endecotts eine Stelle als Lehrer in der örtlichen Kirche angeboten wurde. Als dies jedoch in Boston bekannt wurde, sah Endecott sich erheblicher Kritik und Vorwürfen aufgrund seiner Unterstützung für den aus der Kolonie verbannten Williams ausgesetzt. Daraufhin gab Endecott seine Unterstützung auf, und Williams zog weiter nach Plymouth. Einige Jahre später kehrte er nach Salem zurück und wurde nach dem Tod von Samuel Skelton im Jahr 1634 zum inoffiziellen Pastor der dortigen Kirche. Die Behörden in Boston waren bestrebt, Williams zu verhaften, da er aus ihrer Sicht verräterische und ketzerische Meinungen vertrat und diese auch öffentlich machte. Williams floh daraufhin und gründete die Stadt Providence in Rhode Island.
Während dieser Zeit argumentierte Endecott, dass Frauen in der Kirche verschleiert sein sollten und verunstaltete die örtliche Flagge der Milizen, die das Georgskreuz zeigte, das für ihn ein Symbol des Pontifikats war. Dies wird unter anderem in der Geschichte „Endicott and the Red Cross“ von Nathaniel Hawthorne aufgegriffen, in welcher der Autor den „Konflikt zwischen Endecott als Symbol religiöser Intoleranz und als Sinnbild für heroischen Widerstand gegen eine fremdbestimmte Beherrschung von Neuengland“ beschreibt. Die Aktionen Endecotts fielen zusammen mit in Massachusetts durchgeführten Untersuchungen des Privy Council von Karl I., und die Kolonialverwaltung war davon überzeugt, dass eine harte Antwort notwendig war, um einen Verlust des kolonialen Status zu vermeiden. Endecott wurde daher für die Unbesonnenheit seiner Tat gerügt (nicht jedoch für die Tat selbst) und zusätzlich wurden ihm alle offiziellen Ämter für ein Jahr entzogen. 1635 ist damit das einzige Jahr, in dem er kein öffentliches Amt innehatte.
Im gleichen Jahr sprach sich das für die kolonialen Milizen zuständige Komitee dafür aus, die englische Flagge in diesem Bereich nicht länger standardmäßig zu verwenden. Nach der Tat von Endecott und der Weigerung der Kolonieführung, Salem weiteres Land am Marblehead zur Verfügung zu stellen, weil sich Williams in der Stadt aufhielt, sandte die Kirche in Salem einen Brief an andere Kirchen der Kolonie, in dem sie diesen legislativen Akt als „abscheuliche Sünde“ bezeichnete. Obwohl der Autor des Briefs nie ermittelt werden konnte, verteidigte ihn Endecott bei seiner diesbezüglichen Anhörung in Boston und wurde daraufhin für einen Tag ins Gefängnis geworfen. Nachdem er seinen Fehler anerkannt hatte, wurde die Anklage fallengelassen.

### Der Pequot-Krieg

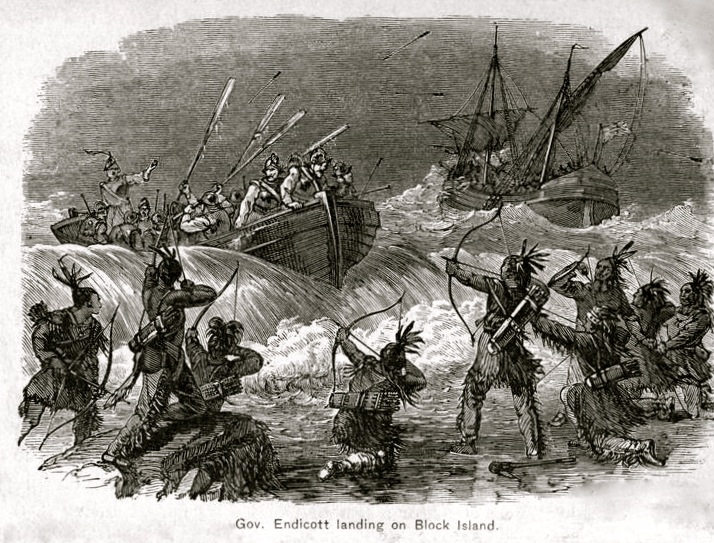
Diese Gravur stellt die Landung der Männer von Endecott am Block Island dar.

1636 wurde das Boot des Händlers John Oldham aus Massachusetts gesehen, wie es vor Block Island vor Anker lag und von Indianern umlagert wurde. Als die Kolonisten, die diese Szenerie beobachtet hatten, sich dem Boot näherten, flohen die Indianer, und die Leiche von Oldham wurde unter Deck gefunden. Man hielt die Angreifer für Indianer vom Stamm der Narraganset, jedoch behaupteten deren Anführer, dass die für die Tat verantwortlichen Stammesmitglieder zu den Pequot geflohen waren, um Schutz zu suchen. Zu dieser Zeit betrieben die Pequot aggressive Expansion und bedrängten die benachbarten Stämme (darunter auch die Narraganset), unterhielten jedoch mit den englischen Kolonisten des heutigen südlichen Neuenglands weitgehend friedliche Beziehungen. Die Beschuldigung der Narraganset steigerte den Zorn der Staatsmacht unter Gouverneur Henry Vane noch weiter – sie war ohnehin bereits über einen früheren Vorfall verärgert, in dessen Verlauf sich die Pequot geweigert hatten, Männer auszuliefern, die am Mord an einem anderen Händler auf dem Connecticut River beteiligt gewesen waren. Der neuerliche Vorfall führte nun zu Forderungen nach Bestrafung der Pequot. Im August 1636 wurde Endecott durch Gouverneur Vane beauftragt, mit 90 Männern Rache an den Pequot zu nehmen.
Seine Befehle lauteten, nach Block Island zu gehen, alle erwachsenen männlichen Indianer zu töten und Frauen und Kinder gefangen zu nehmen. Anschließend sollte er zu den Siedlungen der Pequot auf dem Festland weiterziehen und drei Forderungen stellen: Erstens sollten die Mörder von Oldham und des anderen Händlers ausgeliefert werden. Zweitens sollten die Indianer eine Zahlung in Höhe von eintausend Klafter Wampum als Reparationszahlung leisten, und drittens sollten einige Kinder der Pequot ausgeliefert werden, um den Engländern als Sklaven zu dienen.
Endecott führte diese Befehle mit großem Eifer aus. Obwohl die meisten Indianer auf Block Island nur wenig Widerstand leisteten, verwendete er zwei Tage darauf, ihre Siedlungen, Felder und Kanus zu zerstören. Die meisten Indianer der Inseln konnten jedoch den englischen Suchtrupps erfolgreich ausweichen. Englischen Berichten zufolge wurden 14 Indianer getötet, die Narraganset sprechen jedoch nur von einem Toten. Endecott segelte weiter nach Saybrook in Connecticut, einer englischen Siedlung an der Mündung des Connecticut River. Lion Gardiner, der dortige Anführer, beschwerte sich bei Endecott, als er die Ziele seiner Mission erfuhr: „Ihr kommt hierher, um die Wespen der Umgebung aufzuscheuchen, nur um dann Segel zu setzen und zu fliehen!“.
Nach einiger Diskussion und Verzögerungen durch schlechtes Wetter willigte Gardiner schließlich ein, mit einigen seiner Männer die Streitmacht aus Massachusetts zu unterstützen und die Vorratslager der Pequot zu plündern. Als sie an der Siedlung der Pequot nahe der Mündung des Thames River ankamen, beantworteten sie die freundlichen Willkommensgrüße der Indianer mit Schweigen. Als schließlich ein Sachem zu ihnen kam, stellten die Engländer ihre Forderungen auf und drohten mit Krieg, sollten diese nicht erfüllt werden. Endecott versprach, auf seine Rückkehr zu warten, bis der Sachem die Angelegenheit im Dorf besprochen hatte. Tatsächlich aber ließ er seine vollständig bewaffneten Truppen an Land gehen, sobald der Sachem außer Sichtweite war. Als dieser den Vorgang bemerkte und zurückeilte, um zu erklären, dass die Anführer des Dorfes momentan auf Long Island seien, erklärte Endecott dies für eine Lüge und befahl den Angriff auf das Dorf. Die meisten Einwohner konnten fliehen, so dass für die Engländer wieder nur die Zerstörung des Dorfes und die Plünderung der Vorräte blieb. Endecott kehrte daraufhin mit seinen Männern nach Boston zurück und überließ es Gardiner und seinen Männern, die restlichen Vorräte der Indianer zu plündern. Die Pequot formierten sich neu und griffen Gardiner an, deren Rüstung sie zwar vor den Pfeilen schützte, ihre Flucht aber nicht einfacher machte.
Der Historiker Alfred Cave beschreibt Endecotts Aktionen als eine „gezielte Provokation eines Kriegs mit den Indianern“. Alle umliegenden Kolonien protestierten gegen die Maßnahmen und beschwerten sich, dass durch den Raubzug das Leben ihrer Einwohner aufs Spiel gesetzt würde. Weil die Pequot zuvor relativ friedvoll neben den Engländern gelebt hatten, hatte der Raubzug tatsächlich den Effekt, den Gardiner vorhergesagt und befürchtet hatte. Englische Siedlungen am Connecticut River wurden erstmals im April 1637 angegriffen, und Gardiner wurde in Saybrook durch die Pequot förmlich belagert. Endecott spielte im nun folgenden Krieg keine weitere Rolle mehr, der mit der Vernichtung der Pequot als Stamm endete. Das eroberte Land wurde im Jahr 1638 unter den Kolonien und den alliierten Indianerstämmen mit dem Vertrag von Hartford aufgeteilt, und die überlebenden Pequot wurden auf die Siedlungen ihrer Nachbarn verteilt.

### Spätere Amtszeiten als Gouverneur
1641 wurde Endecott zum stellvertretenden Gouverneur gewählt. In dieser Rolle war er einer der Unterzeichner des Massachusetts Body of Liberties, durch den in Vorwegnahme der Bill of Rights allen Kolonisten eine Reihe von Individualrechten zugesprochen wurde. Die nächsten Jahre waren relativ ruhig, obwohl Gerüchte über einen Krieg mit den Indianern 1643 zur Bildung der New England Confederation führten, mit deren Hilfe die Kolonien in Neuengland koordiniert auf externe Bedrohungen, aber auch auf interne Angelegenheiten wie entflohene Sklaven und Sträflinge reagieren konnten.
Gouverneur Winthrop war 1643 in eine Kontroverse über die Korrektheit der Parteinahme in einem Machtkampf im benachbarten französischen Akadien verwickelt. Endecott war der Auffassung, dass Winthrop die Franzosen untereinander ohne Einmischung der Engländer hätte kämpfen lassen sollen, da ein Eingriff beide schwächen würde. Die Gouverneurswahlen im Jahr 1644 wurden daher zu einer Abstimmung über die Politik von Winthrop mit der Folge, dass Endecott zum Gouverneur und Winthrop zu seinem Stellvertreter gewählt wurde. Während dieser einjährigen Amtszeit überwachte Endecott die Aufteilung der Kolonie in die vier neuen Counties Suffolk, Essex, Middlesex und Norfolk. Der Aufstieg des aus Salem stammenden Endecott führte außerdem zu dem Versuch anderer Einwohner von Salem, den Sitz der Kolonialverwaltung wieder nach Salem zurück zu verlegen. Dieser Versuch wurde jedoch durch das Beratergremium der Assistenten des Gouverneurs abgelehnt.
Die Auswirkungen des 1642 ausgebrochenen Englischen Bürgerkriegs erreichten während der Amtszeit von Endecott auch die Stadt Boston. Zwei Schiffe – das eine mit einem Kavalier, das andere mit einem Roundhead als Kapitän – kamen in Boston an, und der Anhänger des Parlaments beantragte, das royalistische Schiff zu beschlagnahmen. Nach umfangreichen Beratungen kamen die Beratergremien von Endecott zu dem Ergebnis, sich im Grundsatz der Position des Roundheads anzuschließen, und behielten sich das Recht vor, die Unabhängigkeit zu erklären, falls das Parlament „im Anschluss ein bösartiges Wesen aufweisen sollte“. Dem parlamentarischen Kapitän wurde die Beschlagnahmung des anderen Schiffs erlaubt, und auch die Kolonie selbst begann damit, alle royalistischen Schiffe zu beschlagnahmen, die den Bostoner Hafen anliefen.
1645 wurde Thomas Dudley zum neuen Gouverneur und Winthrop zu seinem Stellvertreter gewählt. Zum Trost erhielt Endecott das Kommando über die kolonialen Truppen und berichtete direkt an den Gouverneur. Daneben wurde er erneut zum Assistenten des Gouverneurs ernannt und dafür ausgewählt, die Kolonie in der New England Confederation zu repräsentieren. Die Bedrohung durch die Indianer in benachbarten Kolonien führte zu einer Aufrüstung der Defensivkräfte, was Endecott führend beaufsichtigte. 1646 wurde Winthrop erneut zum Gouverneur gewählt; nach seinem Tod 1649 wurde er in seinem Amt von Endecott abgelöst. Durch jährliche Wiederwahlen diente Endecott mit Ausnahme der Wahlperioden 1650/1651 und 1654/1655, wo er stellvertretender Gouverneur war, bis zu seinem Tod 1665 als Gouverneur.
1639 wurden Endecott mehrere hundert Acres Land nördlich von Salem (heute Boxford und Topsfield) zugesprochen. Das Gebiet wurde erst 1659 formal ausgewiesen, aber bereits 1651 erhielt er weitere „dreihundert Acres Land zur Einrichtung von Kupferwerkstätten“, die direkt an sein Land grenzten. Er stellte den frühen Siedler Richard Leader ein, der bereits Pionierarbeit in der Eisenhütte im nahegelegenen Lynn geleistet hatte. Die Bemühungen, auf dem neuen Land Betriebe zur Verarbeitung von Kupfer zu betreiben, blieben jedoch erfolglos.
Ein dauerhafter Mangel an Münzen in allen Kolonialsiedlungen zwang Massachusetts 1652 dazu, eine Münzprägeanstalt zu errichten und aus den vorhandenen Silberreserven Münzen zu prägen. Dies löste zwar ein praktisches Problem, jedoch war die Kolonie von Seiten der englischen Krone nicht dazu autorisiert. Obwohl dies während der Amtszeit von Endecott kein größeres Problem war, führte es schließlich zu einer Kontroverse mit dem britischen Königshaus, und die Prägeanstalt wurde 1682 wieder stillgelegt.
Die Grenzen der Kolonie konnten unter Endecott insbesondere in den 1650er Jahren erweitert werden. Zusätzlich zur formalen Eingliederung des heutigen Stonington als Kriegsbeute aus dem Pequot-Krieg trachtete Endecott nach der Festlegung der nördlichen Grenze der Kolonie. 1652 sandte er eine Gruppe Landvermesser aus, um den nördlichsten Punkt des Merrimack River zu identifizieren, da die Gründungsurkunde die nördliche Grenze der Kolonie 3 mi (4,83 km) nördlich dieses Flusses festlegte. Die Gruppe wurde von indianischen Führern bis zum Abfluss des Lake Winnipesaukee geführt, den die Vermesser als Quelle des Merrimack definierten. An diesem Ort ritzten sie eine Inschrift in einen Stein, der heute noch in einem kleinen State Park in New Hampshire zu sehen ist. Die Verlängerung dieser Vermessungsgrenze nach Osten bestimmte die Grenze an der Küste bei Casco Bay, so dass die Kolonie auf alles Anspruch erhob, was sich im heutigen südlichen Maine und in New Hampshire befand.

### Religiöse Intoleranz

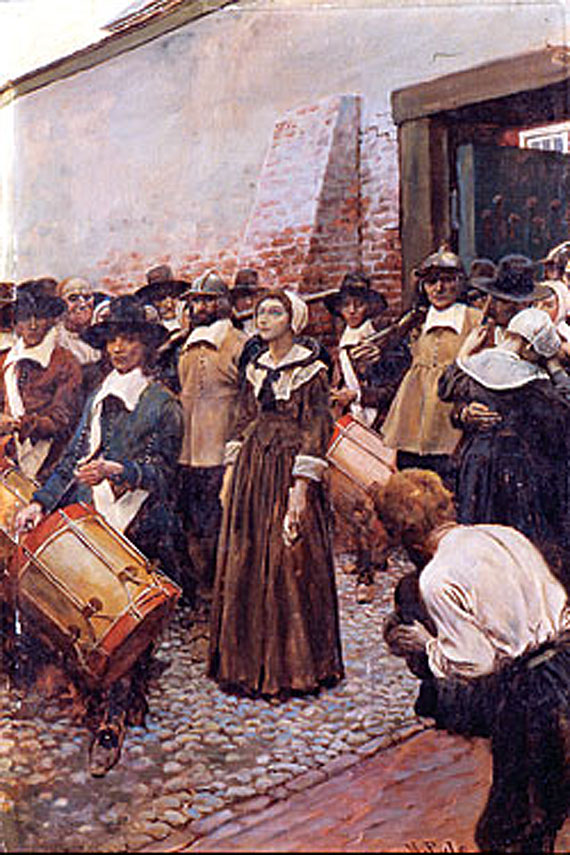
Dieses Gemälde von Howard Pyle aus dem Jahr 1660 zeigt Mary Dyer, wie sie zum Galgen geführt wird.

Ein schriftlich festgehaltene Aussage aus dem Mai 1649 veranschaulicht Endecotts Ablehnung gegenüber dem damaligen Modetrend zu langem Haar:

“Forasmuch as the wearing of long haire after the manner of Ruffians and barbarous Indians, hath begun to invade new England contrary to the rule of gods word … Wee the Magistrates who have subscribed [signed] this paper … doe declare and manifest our dislike and detestation against the wearing of such long haire.”

„Angesichts der Tatsache, dass das Tragen von langem Haar nach dem Vorbild von Bettlern und barbarischen Indianern Neuengland im Gegensatz zum Wort Gottes zu erobern beginnt, erklären die Unterzeichner dieses Papiers ihre Abneigung und Verabscheuung gegen das Tragen solch langen Haares.“

Im Jahr 1651 hatte Endecott den Vorsitz in einem Gerichtsverfahren, in dem drei Personen angeklagt waren, weil sie Baptisten waren, was seit 1644 offiziell verboten war. Er sprach John Clarke schuldig und ließ ihm in seinem Urteil die Wahl, eine Strafe zu zahlen oder sich auspeitschen zu lassen. Clarke verweigerte die Zahlung der Strafe, die jedoch von seinen Freunden gegen seinen ausdrücklichen Wunsch beglichen wurde. Clarke kehrte daraufhin nach Rhode Island zurück. Von den drei verurteilten Männern wurde nur Obadiah Holmes ausgepeitscht, während John Crandall mit Clarke nach Rhode Island reiste.
Als in den frühen 1650er Jahren Oliver Cromwell seine Kontrolle über England gefestigt hatte, begann er mit Razzien gegen religiöse Gemeinschaften, die von seinen eigenen religiösen Ansichten abwichen. Davon am meisten betroffen waren Baptisten und Quäker, so dass diese Gruppierungen damit begannen, in die nordamerikanischen Kolonien auszuwandern, um der Verfolgung zu entgehen. Die ersten, die im Jahr 1656 Boston erreichten, wurden umgehend von Endecotts Stellvertreter Richard Bellingham deportiert; Endecott selbst hielt sich zu dieser Zeit in Salem auf. Als er wieder in Boston war, kamen mehr Quäker in der Kolonie an, und Endecott ließ sie ins Gefängnis werfen, wo sie auf ihre Verhandlung und Deportation warten sollten. Er traf sich mehrmals mit der Quäkerin Mary Prince, nachdem sie ihm einen „skandalösen Brief“ geschrieben hatte. Die Treffen verliefen jedoch offensichtlich erfolglos, und sie wurde gemeinsam mit den anderen Quäkern deportiert. In der Folge führten alle Mitglieder der New England Confederation Maßnahmen ein, die es ihnen erlaubten, Quäker ohne Verzögerung aus ihrem Zuständigkeitsbereich zu entfernen.
Die zunächst beschlossenen Maßnahmen waren jedoch unzureichend, so dass härtere Gesetze in Kraft gesetzt wurden. Wiederholt gefasste „Täter“ wurden mit dem Abschneiden ihrer Ohren und, beim dritten Vorfall, durch das Durchbohren ihrer Zunge mit einem glühenden Eisenstab bestraft. Im Jahr 1658 wurde die Strafe für das dritte Vergehen auf Exekution erhöht, sofern der Verurteilte nicht sofort und öffentlich seiner „verfluchten Ansichten und teuflischen Lehren“ abschwörte. Im Oktober 1658 wurde die Todesstrafe in Massachusetts bereits beim zweiten Vorfall dieser Art eingeführt.
Ein Jahr später wurden drei Quäker inhaftiert und zum Tode verurteilt. Marmaduke Stephenson und William Robinson wurden am Galgen gehängt, während Mary Dyer in letzter Minute begnadigt und der Kolonie verwiesen wurde. Sie kehrte jedoch 1660 zurück und weigerte sich in einer Befragung Endecott, ihren Ansichten abzuschwören oder die lebenslange Verbannung aus der Kolonie zu akzeptieren. Sie wurde am 1. Juni 1660 ebenfalls gehängt, was sie gemeinsam mit Stephenson, Robinson und dem 1661 erhängten William Leddra zu den Märtyrern von Boston macht. Diese Unnachgiebigkeit wurde von den Kolonisten jedoch als problematisch angesehen, so dass die Gesetze dahingehend geändert wurden, dass die Todesstrafe erst für den fünften Vorfall ausgesprochen werden konnte. Die schlechte Behandlung der Quäker und anderer religiöser Gruppen wurde später als einer der Gründe für die Aberkennung des kolonialen Status im Jahr 1684 angeführt.

„And on his horse, with Rawson, his cruel clerk at hand,

Sat dark and haughty Endicott, the ruler of the land.“

Endecotts Rolle bei der Behandlung der Quäker wurde von John Greenleaf Whittier in seinem Gedicht Cassandra Southwick festgehalten, das er nach der gleichnamigen Quäkerin benannte, die ebenfalls unter Endecott zu leiden hatte. Whittier charakterisiert Endecott als „dunkel und stolz“, während er die Quäkerin als Person mit „verbittertem Hass und Verachtung“ beschreibt. Henry Wadsworth Longfellow stellt das Gerichtsverfahren über Wenlock Christison in einem von drei Dramen der Sammlung New England Tragedies dar. Christison war der letzte Quäker, den Endecott zum Tode verurteilte, weil er nach seiner Verbannung nach Massachusetts zurückgekehrt war. Das Urteil wurde jedoch nicht vollstreckt, weil das Gesetz kurz nach der Urteilsverkündung geändert worden war.
Obwohl die puritanischen Kolonisten von Neuengland Oliver Cromwells Vorherrschaft im Wesentlichen unterstützten, nahmen sie dessen Empfehlungen nicht immer an. So schrieb der Kolonialrat von Massachusetts einen von Endecott unterzeichneten Brief an Cromwell, als dieser gefordert hatte, die Einwohner Neuenglands sollten doch nach Irland ziehen, um die Anzahl der dortigen Protestanten zu erhöhen, in dem sie darlegten, dass die Menschen in der neuen Welt dort glücklich seien, wo sie sich gerade befänden.

### Englische Restauration

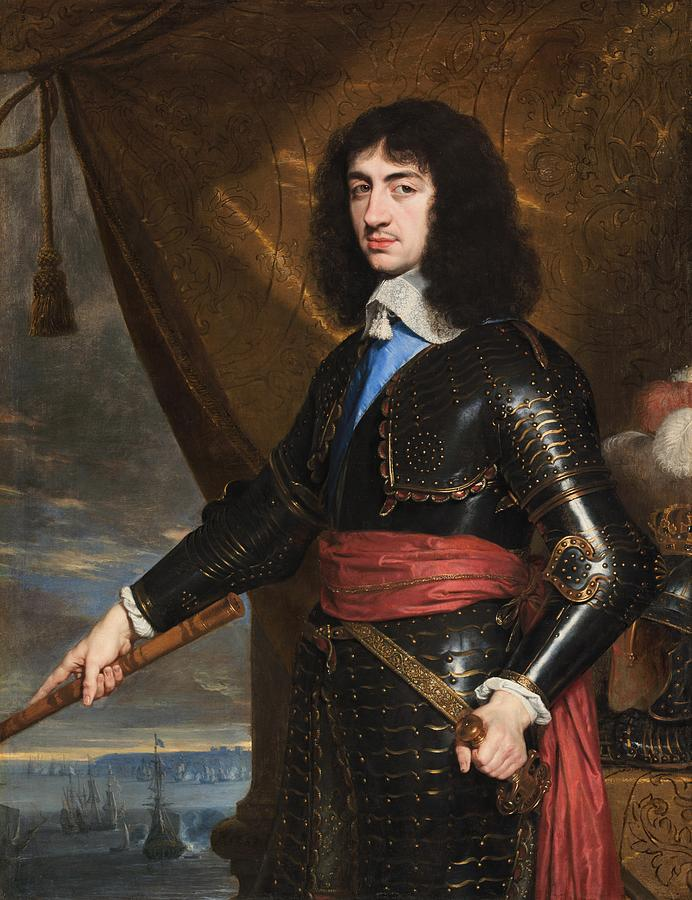
Porträt von König Karl II., ca. 1653

Im Juli 1660 erreichte Boston die Nachricht, dass König Karl II. wieder auf dem englischen Thron saß. Dies führte umgehend zu großer Besorgnis in allen Kolonien, die bislang Cromwell unterstützt hatten, da die Gefahr bestand, dass ihr kolonialer Status aufgehoben werden könnte. In Boston selbst sahen sich Edward Whalley und William Goffe weitaus größeren Problemen gegenüber, da sie zwei der Unterzeichner der Liste der 59 Unterzeichner des Todesurteils gegen König Charles I. gewesen waren. Obwohl Karl II. 1660 in der Erklärung von Breda versprach, dass alle Unterzeichner mit Ausnahme von Parlamentsbeschlüssen begnadigt würden, wurden im Indemnity and Oblivion Act im Jahr 1660 alle Königsmörder mit Bestrafung bedroht. Whalley und Goffe konnten sich in Boston noch eine Zeit lang frei bewegen, da Endecott sich weigerte, sie gefangen zu nehmen, bis ihn die Nachricht über die Einsetzung des Indemnity Act erreichte. Am 8. März 1661 stellte er daraufhin einen Haftbefehl gegen die beiden aus. Es ist unklar, ob sie zuvor gewarnt wurden, aber sie konnten sich der Verhaftung widersetzen und nach New Haven fliehen.
Der König stellte im gleichen Monat einen Befehl aus, der im Mai 1661 Endecott erreichte und in dem er die Auslieferung von Whalley und Goffe nach England forderte. Endecott gehorchte dem Befehl pflichtbewusst, beauftragte allerdings zwei kürzlich angekommene Royalisten mit der Suche nach den Auszuliefernden. Wie vorherzusehen war, war deren Suche nicht erfolgreich, und Whalley und Goffe konnten erneut fliehen. Der Biograf Lawrence Mayo vermutet, dass Endecott andere Männer mit der Suche beauftragt hätte, wäre die Ergreifung der beiden für ihn wichtig gewesen.
Die Gegner der Herrschaft der Puritaner in Massachusetts teilten ihre Beschwerden darüber umgehend dem neuen König mit. Sie beklagten sich unter anderem darüber, dass die Inthronisierung von Karl II. nicht offiziell verkündet worden sei – dies geschah erst, nachdem Endecott 1661 einen entsprechenden, mit Strafe bedrohten Befehl des Königs erhielt. Daraufhin schrieb die koloniale Verwaltung mehrere Lobesbriefe an den König, in denen sie ihm zu seiner Machtergreifung gratulierte. In weiteren Beschwerdebriefen der Gegner der Puritaner wurde die Münzprägeanstalt als ein Versuch beschrieben, die gute englische Währung abzuwerten, und auch Probleme mit der Grenzerweiterung, den Indianern und mit dem Umgang mit Quäkern erreichten den König. Endecott und andere Mitglieder der alten Führungsriege waren der Auffassung, es sei das Beste, die Anschuldigungen einfach zu ignorieren, und so schickten sie keine Delegation nach London, um gegen die Beschuldigungen zu argumentieren. Andere jedoch sammelten private Mittel und sandten unter der Leitung von Simon Bradstreet und John Norton eine eigene Delegation nach London, um die Interessen Neuenglands zu vertreten.
Die Mission verlief erfolgreich, und Karl II. gab bekannt, den kolonialen Status zu erneuern, sofern die Kolonie sich dazu bereit erkläre, die Church of England dort praktizieren zu lassen. Die Verwaltung um Endecott blieb jedoch in dieser Hinsicht mehrere Monate lang untätig, woraufhin der König eine Kommission unter der Leitung von Samuel Maverick, der einer der bekanntesten Kritiker der Kolonialpolitik war, nach Boston schickte, um die näheren Umstände der Verzögerungen zu untersuchen. Endecott war bereits vor Mavericks Ankunft vorgewarnt und traf entsprechende Vorbereitungen. So bestand der König darauf, dass alle religiösen Gefangenen freigelassen werden sollten, was Endecott dadurch erfüllte, dass er sie aus der Kolonie deportieren ließ. Mit der Ankunft der Kommission erließ die Kolonialverwaltung ein Gesetz, das jedem mit einer „orthodoxen Religion“ erlaubte, in der Kolonie seinen Glauben zu praktizieren. Dabei definierten sie „orthodox“ als solche Ansichten, die durch örtliche Pfarrer akzeptiert würden. Dies negierte jedoch de facto das Gesetz, da es in der Kolonie keinen einzigen Pfarrer gab, der den Anglikanern die Erfüllung seiner Idee einer orthodoxen Religion zubilligte.

### Die letzten Jahre
1655 wurde in Massachusetts ein Gesetz erlassen, nach dem der Gouverneur des Staates zwingend in der unmittelbaren Umgebung von Boston zu wohnen hatte. Höchstwahrscheinlich wurde diese Regelung durch die sechste Wiederwahl Endecotts in Folge motiviert. Endecott erwarb daraufhin ein Anwesen in Boston, und obwohl er regelmäßig nach Salem reiste, wurde Boston für den Rest seines Lebens zu seiner Heimat. Er starb am 15. März 1664/1665 in Boston, und obwohl einige frühe Quellen behaupten, er sei auf dem King’s Chapel Burying Ground begraben, stellte sich im Rahmen von später angestellten Nachforschungen heraus, dass sich seine Ruhestätte als Grab Nr. 189 auf dem Granary Burying Ground befindet.

## Familie

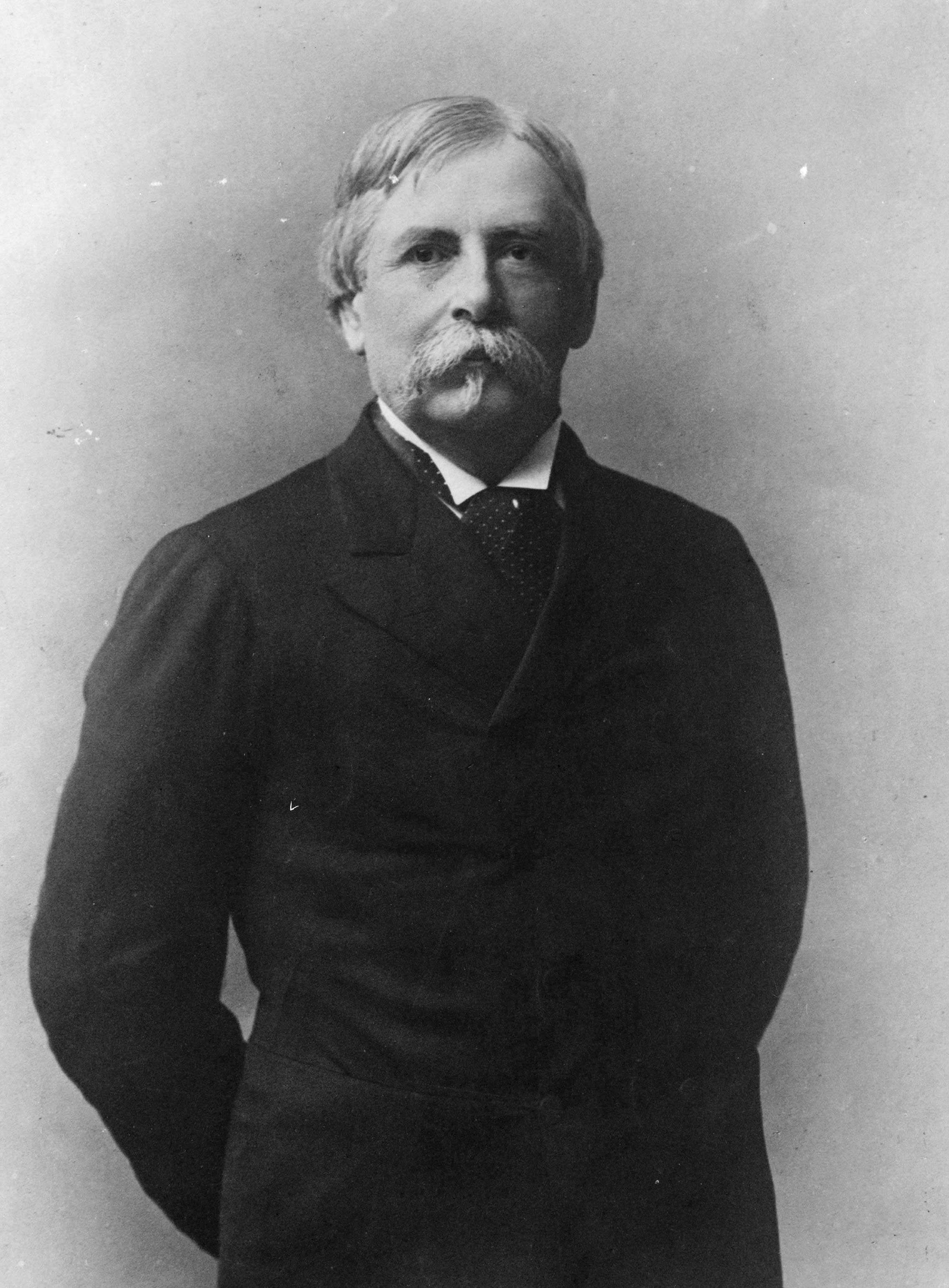
William Crowninshield Endicott ist einer der Nachkommen von John Endecott.

Bevor Endecott 1628 in die Kolonien kam, war er mit Anne Gower verheiratet, die eine Cousine von Gouverneur Matthew Craddock war. Nach ihrem Tod in Neuengland heiratete er 1630 eine Frau, deren Nachname Gibson war, und 1640 war er mit Elizabeth, der Tochter von Philobert Cogan of Somersetshire und Schwägerin von Roger Ludlow, verheiratet. Es ist nicht sichergestellt, ob es sich bei den beiden um verschiedene Frauen oder um ein und dieselbe handelte, deren Name Elizabeth (Cogan) Gibson war. Aufgrund der Unsicherheiten im Hinblick auf seine Ehefrauen ist ebenfalls nicht eindeutig feststellbar, wer die Mutter seiner beiden Söhne John Endecott und Dr. Zerubabbel Endecott war. Das Zurücklegen von Geldmitteln sowie von Anweisungen zu deren Verwendung im Jahr 1635 lassen darauf schließen, dass er noch ein drittes Kind mit dem Namen John Endecott gezeugt hat.
Abgesehen von seiner hochgestellten Position war Endecott nie besonders wohlhabend. Gemäß seinem Testament wurden große Teile seines Landbesitzes, darunter Grundstücke in Salem und ein Viertel von Block Island, unter seinen Söhnen und seiner Frau aufgeteilt, während einiger seiner Bücher verkauft wurden, um Schulden zu bezahlen. Insbesondere der Besitzanspruch auf das Orchard Estate in Salem war jedoch nicht eindeutig nachvollziehbar, so dass sich seine Nachkommen mehrere Generationen später entsprechenden Konflikten gegenübersahen.
Zu den bekannteren Nachkommen Endecotts gehören der Gouverneur von Massachusetts Endicott Peabody und der Kriegsminister der Vereinigten Staaten William Crowninshield Endicott. Die Aufzeichnungen der Familie reichen bis in die Kolonialzeit zurück und wurden der Massachusetts Historical Society als Spende übergeben.

## Reminiszenzen
1930 wurde das 300-jährige Bestehen von Massachusetts mit der Herausgabe einer von Laura Gardin Fraser entworfenen Medaille gefeiert, in die Endecotts Porträt geprägt war. Das Endicott College in Beverly (früher ein Teil von Salem) ist nach ihm benannt worden.